# Conde de Cedofeita
Conde de Cedofeita é um título nobiliárquico criado por D. Luís I de Portugal, por Decreto de 2 e Carta de 9 de Julho de 1875, em favor de Henrique Coelho de Sousa, antes 1.º Visconde de Cedofeita.
Titulares
1. Henrique Coelho de Sousa, 1.º Visconde e 1.º Conde de Cedofeita.